# Rejon diemidowski
Rejon diemidowski (ros. Демидовский район) – rejon w Rosji, w obwodzie smoleńskim ze stolicą w Diemidowie.
Znaczną część rejonu zajmuje Park Narodowy Pojezierza Smoleńskiego.

## Historia
Ziemie obecnego rejonu diemidowskiego w latach 1508–1514 i 1611–1654 znajdowały się w województwie smoleńskim, w Rzeczypospolitej Obojga Narodów. Od 1654 w granicach Rosji. W XIX w. w guberni smoleńskiej, w ujezdzie porzeckim (nazwa pochodzi od przedrewolucyjnej nazwy Diemidowa – Porzecze).

## Bibliografia

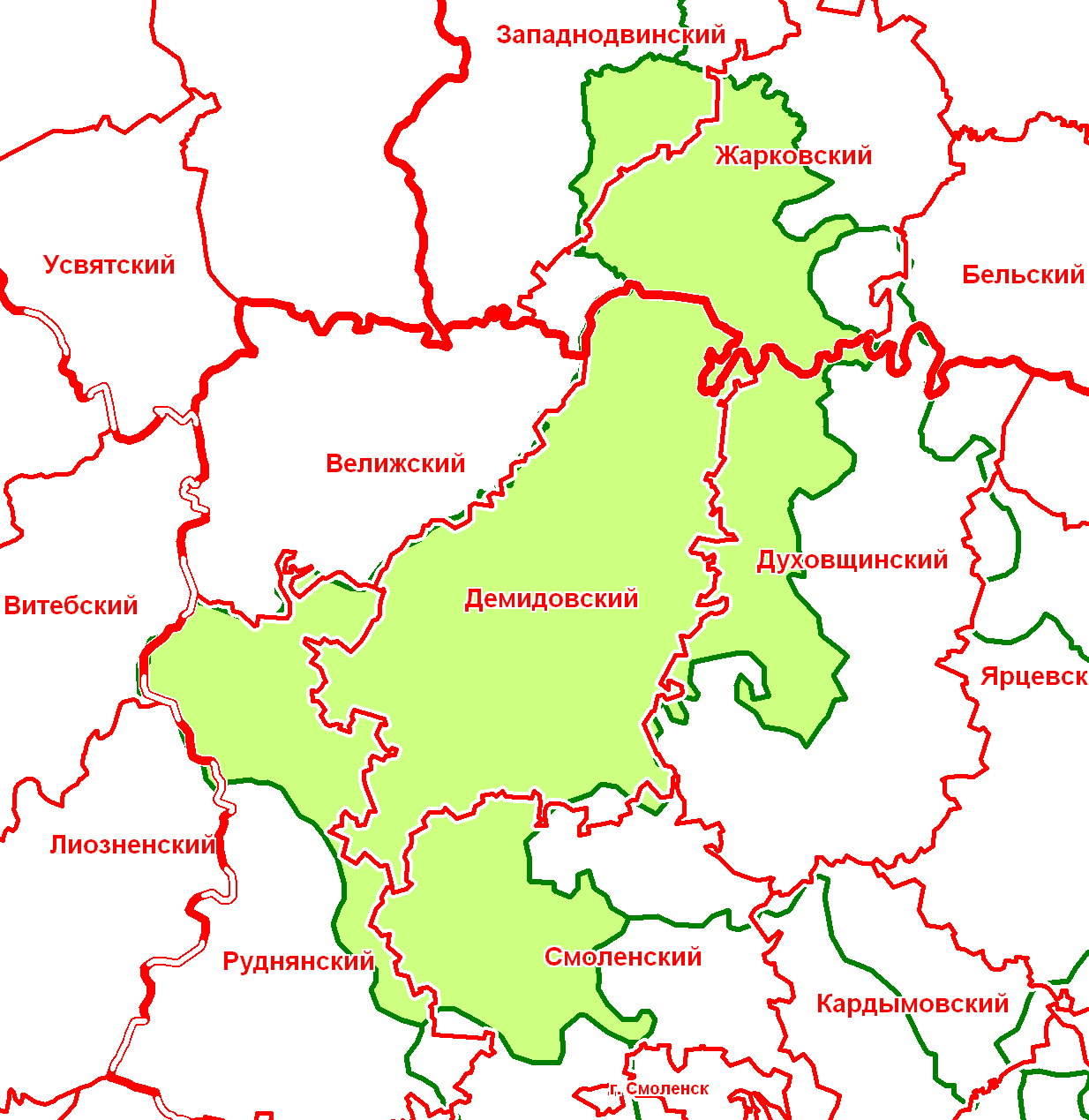
Powiat (ujezd) porzecki na tle granic współczesnych rejonów